# Żeleński Hrabia
Żeleński Hrabia – polski herb szlachecki, hrabiowska odmiana herbu Ciołek.

## Opis herbu
Opis z wykorzystaniem klasycznych zasad blazonowania:
W polu srebrnym ciołek czerwony na murawie zielonej. Nad tarczą korona hrabiowska, dziewięciopałkowa, a nad nią hełm w koronie, z którego klejnot: pół ciołka wspiętego w prawo. Labry czerwone podbite srebrem.

## Najwcześniejsze wzmianki
Nadanie tytułu hrabiego Galicji (hoch- und wohlgeboren, graf von) 5 marca 1801 Franciszkowi Żeleńskiemu. Podstawą nadania tytułu były zasługi obdarowanego, wywód szlachectwa, sprawowany urząd kasztelana bieckiego oraz posiadany Order Orła Białego.

## Herbowni
Jedna rodzina herbownych:
graf von Żeleński.